# Delphine Ugalde
Pour les articles homonymes, voir Ugalde.
Élisabeth Gabrielle Pauline Amène Alida Beaucé, dite Delphine Ugalde, née le 3 décembre 1828 à Paris 3e et morte le 18 juillet 1910 à Paris 9e, est une soprano, pianiste, compositrice et professeur de musique française.
Elle est la mère de Marguerite Ugalde.

## Biographie
Delphine Ugalde est la fille de l'éditeur de musique Claude Beaucé et, par sa mère, la petite-fille du compositeur Pierre-Jean Porro (1750-1831). Sa mère, musicienne et professeur, lui apprend le piano. Elle obtient une médaille d'honneur, à l'âge de sept ans, lors d'un concours public à l'Hôtel-de-ville.
Elle donne son premier concert à la salle Herz à l'âge de 9 ans, puis à la Société de chant classique dirigée par le prince de la Moskowa. À seize ans, Delphine Beaucé change son nom de jeune fille contre celui de Ugalde, en se mariant très jeune avec le musicien et facteur de pianos d'origine espagnole Casto de Ugalde dit Fréry, dont elle a un premier enfant qui meurt précocement. Elle achève de former son talent et se prépare à aborder la scène de l'Opéra-Comique. Elle étudie auprès du ténor Théodore-François Moreau-Sainti,.
Adolphe Adam, qui dirige le Théâtre-National, a besoin d'une artiste lyrique. Les conventions sont signées lorsque survient la révolution de février 1848. Le Théâtre lyrique (Opéra-National) sombre dans la tourmente. Ugalde va essayer ses forces à l'étranger où un engagement lui est offert à Madrid . Elle chante de la musique de Verdi accompagné de son mari au piano.
Elle fait ses débuts au Théâtre du château des fleurs des Champs-Élysées et à l'Opéra Comique en 1848, dans le rôle d'Angèle dans Le Domino noir, suivi par L'ambassadrice (en). Elle aborde successivement les rôles de La Dame blanche, de La Fille du régiment et dans Le tableau parlant.
Elle crée des rôles dans plusieurs opéras populaires de l'époque, Virginie dans Le Caïd d'Ambroise Thomas, le 3 janvier 1849, Beatrix dans Les Monténégrins, le 31 mars 1849, Coraline dans Le Toréador , le 18 mai 1849, Nerilha dans La Fée aux roses de Fromental Halévy, le 1er octobre 1849, Le Songe d'une nuit d'été, le 20 avril 1850, dans La Dame de pique de Halévy, le 28 décembre 1850, dans le rôle-titre dans Galathée de Victor Massé, le 14 avril 1852, ainsi que Le Château de la Barbe-Bleue, La Tonelli, le 30 mars 1853,,.
« Madame Ugalde est ravissante d'esprit, de malice et de grâce parisienne, dans ce rôle de Virginie qu'elle a vraiment saisi et découpé dans le vif. Leste, hardie, provocante, insolente, moqueuse, également prompte à s'emporter et à s'apaiser, jalouse et vindicative comme une minente de Transtévère, câline ou hérissée comme une enfant qu'on gâte ou qu'on taquine, au fond la meilleure fille du monde, elle est toujours à son rôle et à la scène ; elle va, elle vient, elle jase, elle rit, elle gronde, elle raille, elle pince, elle griffe ; elle n'a pas un instant de trêve, pas une seconde de répit. Comme cantatrice, elle n'est pas moins surprenante ; elle ose tout, et tout lui réussit. Elle a dit ses couplets d'entrée comme une fauvette ; elle a rendu, dans tous ses détails, dans toutes ses nuances exquises, l'andante du grand air du second acte, un des plus remarquables qui soient au théâtre ; elle a risqué dans la « stretta » des traits et des gammes où toute autre artiste se serait cassé le cou, et dont elle s'est tirée avec un extrême bonheur. Enfin, ces dernières représentations de Madame Ugalde ont été une fête pour le public et un triomphe pour la cantatrice »
— Le Moniteur universel, à propos du Caid
.
Elle chante dans L'Enfant prodigue (en) de Auber, à Londres, en 1851. À l'opéra de Paris, elle chante Alice dans Robert le diable en 1851.
Une grave maladie de la voix l'éloigne de l'opéra-comique. Dans l’impossibilité de chanter, elle joue dans une comédie Les Trois sultanes, au Théâtre des Variétés en 1853,.
Après une pause, elle rentre au théâtre Favart, où avant de faire sa rentrée officielle dans le Caïd, Caroline Miolan-Carvalho subitement malade et dans l'impossibilité de jouer le Pré aux Clercs, affiché pour le soir, Ugalde apprend en quelques heures le rôle d'Isabelle et le joue, le soir. Peu de temps après, elle reprend le rôle de Catherine dans l'Étoile du Nord et crée celui de l'Amour (Éros), dans Psyché de Ambroise Thomas le 26 janvier 1857 et Leonora dans Le Trouvère (1858) à l'opéra de Paris.

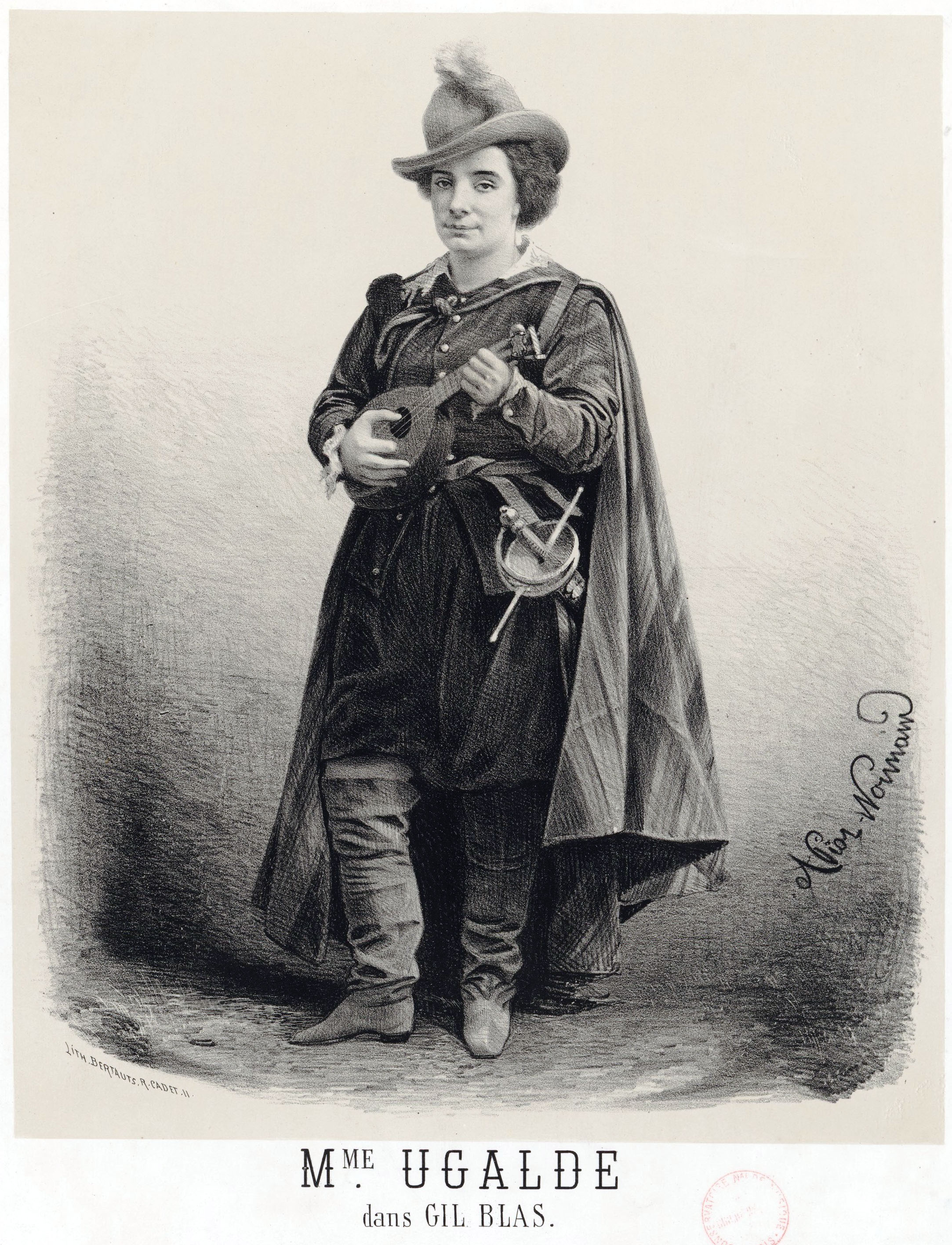
Delphine Ugale dans le rôle-titre de Gil Blas (1860).

Lors de la mort de son mari en mai 1858,, elle quitte l'Opéra-Comique et va donner des concerts à Londres puis entre au Théâtre-Lyrique, alors dirigé par Léon Carvalho. Là, elle chante le rôle de Suzanne dans Les Noces de Figaro, Carabosse Mélodine dans La Fée Carabosse de Massé (28 février 1859), Blondine dans L'Enlèvement au Sérail (1859), Martine dans  Ma tante dort de Henri Caspers (21 janvier 1860), et le rôle titre dans Gil Blas de Théophile Semet (24 mars 1860), dans Obéron de Weber.
En 1860, elle rentre une dernière fois à l'Opéra-Comique, où elle joue dans La Fille du régiment et reprend la plupart de ses rôles. Son dernier spectacle-bénéfice le 14 mai 1860 est somptueux, avec les contributions de nombreux chanteurs populaires, chantant Massé, Sarasate et Gounod. Elle revient brièvement en 1865 pour chanter Papagena dans La Flûte enchantée.
En février 1861, Ugalde échappe à un grave accident sur scène tout en chantant dans Le Caïd à Caen. En 1862, elle quitte de nouveau l’Opéra-comique pour entrer aux Théâtre des Bouffes-Parisiens où elle se fait acclamer comme Eurydice dans Orphée aux Enfers et fait ensuite une création dans, Les Bavards, d'Offenbach. Quelque temps après, Alphonse Varney, qui a succédé à Offenbach comme directeur, lui cède à son tour la direction des Bouffes en septembre 1866. Elle doit renoncer à la direction en juillet 1867.
Elle devient héroïne de féerie au Théâtre de la Porte-Saint-Martin dans La Biche au bois, au Châtelet[Lequel ?] dans Cendrillon[Lequel ?], jusqu'au jour où elle fait une dernière et fugitive apparition à l'Opéra-Comique, dans un ouvrage de Jules Cohen, Dea en 1870. Elle paraît une dernière fois dans Javotte de Émile Jonas à l'Athénée-Lyrique le 21 décembre 1871. Elle avait accepté de chanter aux concerts de soutien aux familles des blessés ou des morts partisans de la Commune de Paris en mai 1871. On peut se demander si l'interruption brutale de sa carrière n'est pas liée à cette position bienveillante envers la Commune.
Elle se retire de la scène en 1871 et se consacre à l'enseignement avec notamment pour élève Marie Sasse et sa fille. Elle chante dans des concerts de bienfaisance, chante à nouveau dans le seul rôle de son opéra-comique, Seule, en 1873.
Elle dirige le Théâtre des Folies-Marigny en 1872 et de nouveau les Bouffes-Parisiens de 1885 à 1888. Pour sa première production, La Béarnaise de Messager , elle sort Jeanne Granier de sa semi-retraite pour le double ouvrage de Jacquette et Jacquet.
Elle épouse en secondes noces François Varcollier avec qui elle dirige le Théâtre des Bouffes-Parisiens,.
Elle repose avec sa fille Marguerite au cimetière de Montmartre (33e division).
Sa petite-fille Jeanne Ugalde deviendra à son tour une actrice de théâtre et de cinéma.

## Œuvre

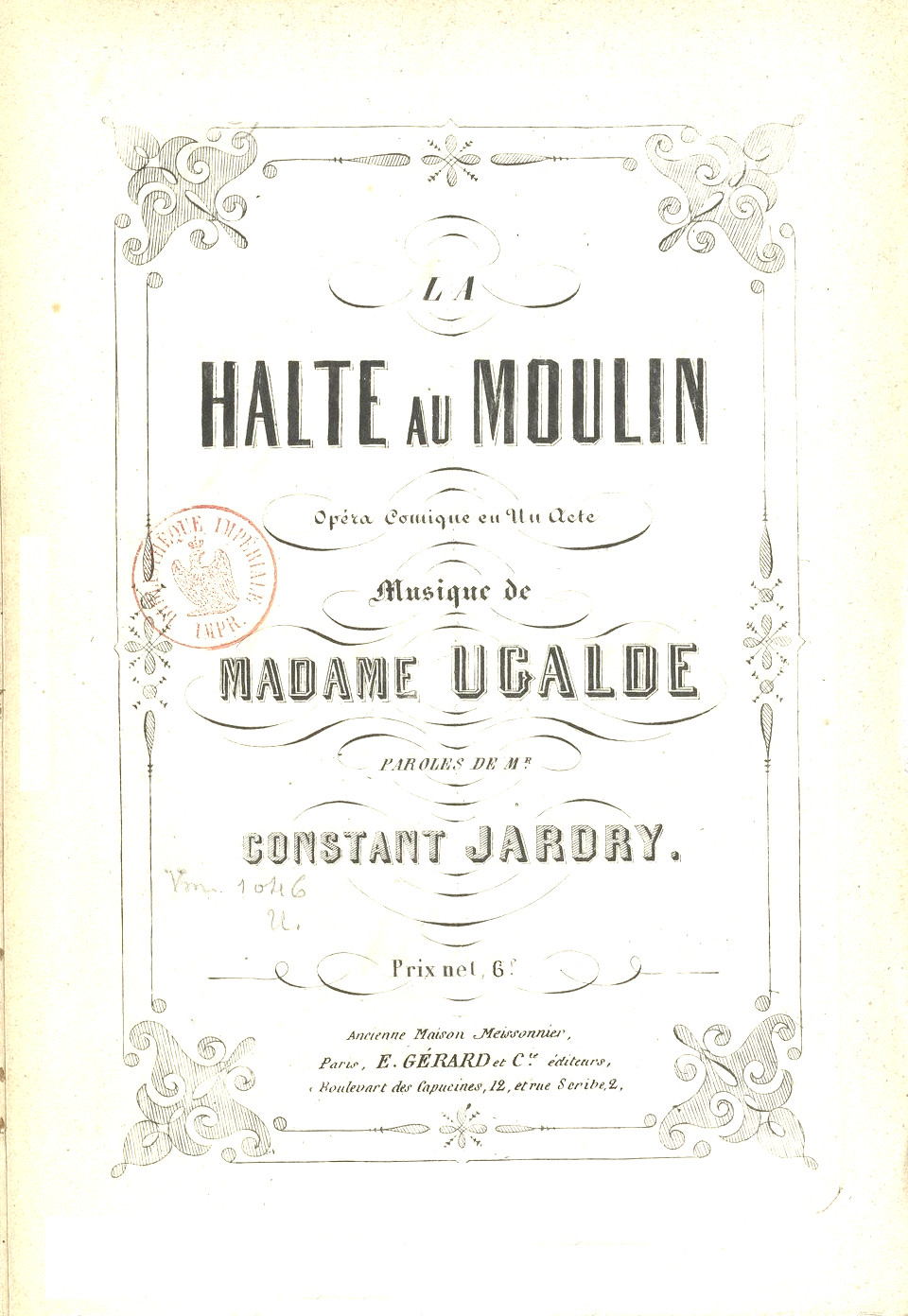
La Halte au moulin, 1868.

### Opéras
- La Halte au moulin, opéra comique en un acte, musique de Madame Ugalde, paroles de Constant Jardry, créé le 11 janvier 1867 au Théâtre des Bouffes-Parisiens, lire en ligne sur Gallica
- Seule, opéra comique à un seul personnage, chanté par Mme Ugalde, 1873
- Le page de Stella, 1895

Selon Arthur Pougin, elle compose sous le pseudonyme de Delphin de Nesle, Nicaise, une opérette sur un livret d'Emile Abraham, créer le 8 mars 1872 pour l'ouverture des Folies-Marigny.

### Mélodies
- La rêverie, crée par Jules Delsart (le dédicataire) et la compositrice. 14e des 20 mélodies sur les sonnets d'Adrien Dézamy, Paris, Louis Gregh 1878  lire en ligne sur Gallica
- L'Élève de St Cyr, paroles de Eugène Leterrier et Albert Vanloo, 1882.
- Le Bal des roses, rondeau, poésie d'Emile Klanko, 1889
- Tantum ergo, 1889
- Les Sabots, chansonnette (A. Robbé, A. Larsonneur), Paris : E. Benoit, 1892

### Musique pour piano
- Deux Polkas brillantes, Paris : au Ménestrel, Henri Heugel, 1851

## Distinctions
Officier de l'Instruction publique (1897)